# Aemylurgis xanthoclina
Aemylurgis xanthoclina is een vlinder uit de familie van de stippelmotten (Yponomeutidae). De wetenschappelijke naam van de soort werd in 1936 gepubliceerd door Edward Meyrick.